# Dichochrysa subcostalis
Dichochrysa subcostalis is een insect uit de familie van de gaasvliegen (Chrysopidae), die tot de orde netvleugeligen (Neuroptera) behoort. 
Dichochrysa subcostalis is voor het eerst wetenschappelijk beschreven door McLachlan in 1882.